# Петров Павло Петрович
Петров Павло Петрович (нар. 1995) — український фотохудожник. Майор служби цивільного захисту Головного управління Державної служби України з надзвичайних ситуацій у м. Києві

## Життєпис
Від 2017 року висвітлює роботу рятувальників Державної служби України з надзвичайних ситуацій. Працював у пресцентрі Головного управління ДСНС України у Луганській області.
Від 2020 — у Києві. Під час повномасштабного російського вторгнення в Україну фіксує наслідки ворожих обстрілів.
Роботи публікувалися в Time, Der Spiegel, UNDP. Учасник колективних фотовиставок «Промінь» (2023, м. Київ), «Лютий рік війни» (2023, м. Рівне) та «Війна очима піротехніків ДСНС» (2023, м. Київ).
6 червня 2025 року під час російської дроново-ракетної атаки потрапив  під обстріл разом з рятувальниками, які гасили пожежу, внаслідок чого був госпіталізований з травмами різного ступеню у лікарню. Також в тяжкому стані опинилася його колега Інна Жельчик.

## Нагороди
- нагрудний знак «За відвагу в надзвичайній ситуації» (2022);
- орден “За мужність” ІІІ ступеня (2024).